# Grupa Operacyjna gen. Junga
Grupa Operacyjna gen. Junga – grupa operacyjna Wojska Polskiego II RP pod dowództwem gen. ppor. Władysława Junga, improwizowana w czasie wojny z bolszewikami, w składzie 4 Armii.
Wieczorem 23 września 1920 grupa opanowała Wołkowysk. Była jednak tak wyczerpana bojem z 48 DS, że pod naporem 56 Samodzielnej Brygady Strzelców i 27 DS z 15 Armii wróciła na poprzednie pozycje. Polski odwrót z Wołkowyska nastąpił po krwawych walkach ulicznych.

## Skład 23 września 1920
- 15 Dywizja Piechoty
- 4 Brygada Piechoty Legionów z 2 Dywizji Piechoty Legionów
- 18 Pułk Ułanów (bez 3 szwadronu przydzielonego do 16 Dywizja Piechoty)